# Samantha
„Samantha“ je synthpopová píseň norské zpěvačky Margaret Berger ze druhého studiového alba Pretty Scary Silver Fairy (2006). Píseň napsali Jukka Immonen, Margaret Berger a Patric Sarin. Byl vydán jako singl dne 19. června 2006.

## Seznam skladeb
| CD singl | CD singl | CD singl |
| Pořadí   | Název    | Délka    |
| -------- | -------- | -------- |
| 1.       | Samantha | 3:29     |

| Digitální stažení | Digitální stažení | Digitální stažení |
| Pořadí            | Název             | Délka             |
| ----------------- | ----------------- | ----------------- |
| 1.                | Samantha          | 3:29              |

## Přispívající
Následující lidé přispěli k singlu "Samantha"
- Margaret Berger – hlavní zpěv

- Jukka Immonen – produkce, mixing

- Thomas Eberger – mastering

- Pål Laukli – fotografování

## Žebříčky a historie vydání
| Žebříčky (2006)   | Nejvyšší pozice |
| ----------------- | --------------- |
| Norsko (VG-lista) | 6               |

| Země   | Datum           | Formát                | Vydavatel |
| ------ | --------------- | --------------------- | --------- |
| Norsko | 19. červen 2006 | Digitální stažení, CD | Sony BMG  |